# Post (Einheit)
Ein Post,  auch Pausch oder Bauscht benannt, war ein Stückmaß bei den Papiermachern. Ein Post Filz, auch in der Literatur Postfilz, war eine Menge von geschöpften Papierbogen. Der hier angeführte Filz war die Trockenunterlage pro Bogen für die nassen Papierbogen bei der Herstellung und findet sich auch im Maß wieder. 
- 1 Buch = 26 Stück oder Filz
- 1 Post (Filze) = 7 Buch = 182 Stück Filze
- 3  Post (Filze) = 1 Rieß
- 1 Tagwerk = 3 Rieß